# Derivación (álgebra abstracta)
Dada un álgebra, una derivación es una aplicación lineal D del álgebra {\displaystyle \scriptstyle {\mathcal {A}}} en sí misma ({\displaystyle \scriptstyle D:{\mathcal {A}}\to {\mathcal {A}}}) que para cualesquiera {\displaystyle \scriptstyle f,g\in {\mathcal {A}}} satisface la regla de Leibniz:

{\displaystyle D(fg)=D(f)g+fD(g)\,}

## Ejemplos
- La derivada ordinaria constituye una derivación sobre el álgebra de funciones reales de variable real.
- El conjunto de derivadas parciales constituye una derivación sobre el conjunto de funciones {\displaystyle \varphi :\mathbb {R} ^{n}\to \mathbb {R} }.
- La derivada covariante constituye una derivación sobre el álgebra tensorial formada por todos los campos tensoriales diferenciables definidos sobre una variedad diferenciable en la que se ha definido una conexión.
- La derivada de Lie con respecto a un campo vectorial es otra derivación diferente sobre el álgebra de funciones diferenciables sobre una variedad.

- Datos: Q451323